# Эльфрингхаузенская Швейцария

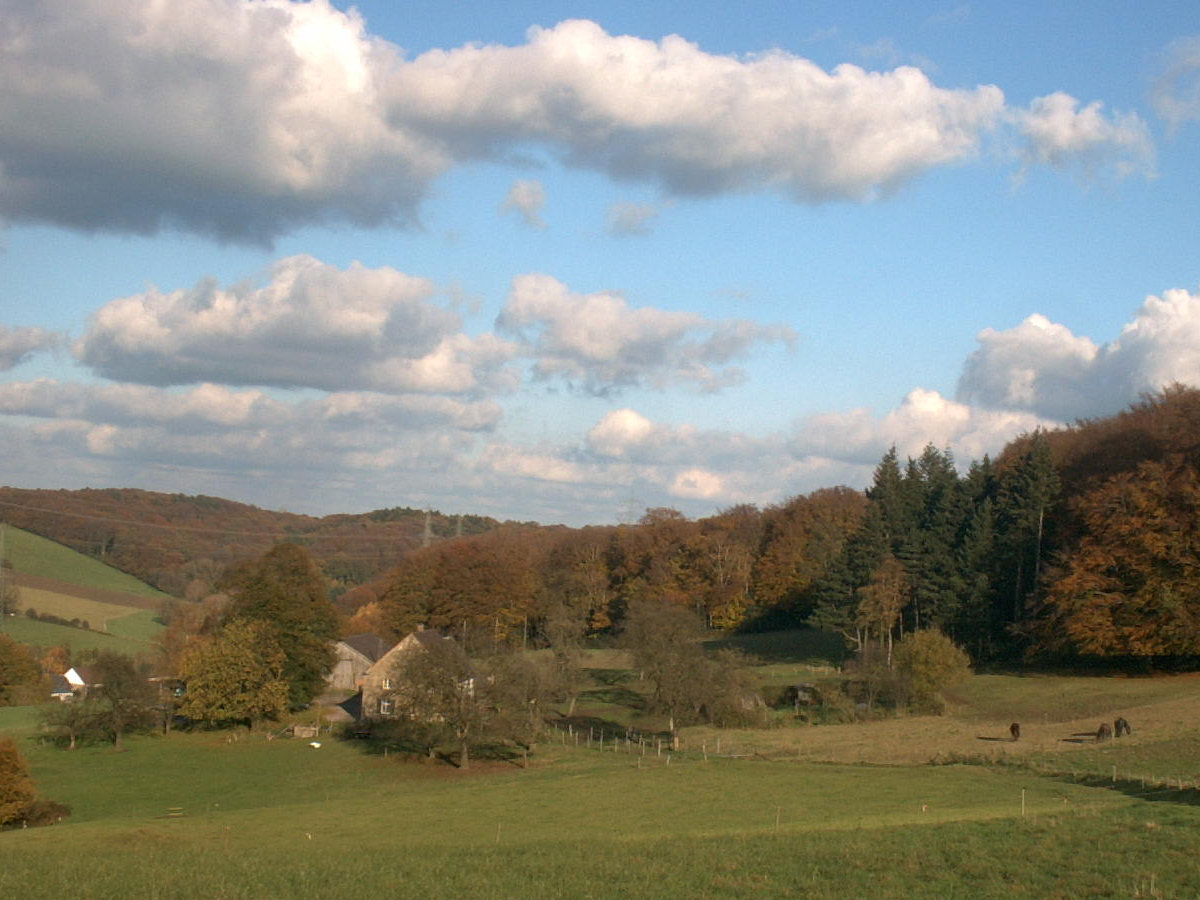
Осень в Эльфрингхаузене

Эльфрингхаузенская Швейцария (нем. Elfringhauser Schweiz), — часть природного географического района, называемого Бергско-Меркишское холмистое низкогорье, расположенная южнее реки Рур у населённого пункта Эльфрингхаузен (между городами Хаттинген, Вупперталь, Шпрокхёфель и Фельберт).

## Общая характеристика
Район пересекают две глубокие долины, называемые Дайльбахталь и Фельдербахталь, обрамлённые холмами высотой до 300 метров с многочисленными узкими глубокими промоинами ручьёв, напоминающими скалистые ущелья, спускающимися в долины.
Этот природный район, называемый также «Хаттингенской холмистой страной» делится долиной ручья Дайльбах на две части: западные склоны относятся в историческим Бергишским землям, а восточные являются уже исторической Меркишской (Бранденбургской) Вестфалией.
Эльфрингхаузенская Швейцария является регионом сельского и лесного хозяйства, в котором всё более важную роль играет туризм. Впервые документально упомянутая в 1482 году усадьба Бергерхоф, расположенная южнее Хаттингена, ныне является исходным пунктом многих туристских маршрутов.
Геология района также представляет особый интерес, поскольку именно здесь выходят самые южные слои угля Рурского каменноугольного бассейна и именно здесь впервые начали добывать уголь. Документально засвидетельствовано, что закрытая ныне шахта Альте Хазе является самой южной шахтой Рура.
К самым высоким холмам (горам) относятся: Шиферберг (283 м), Винтерберг (315 м), Коттенберг, Зальберг, Хёльтерберг, Эберг, Юттерманнсберг, Иммельберг, Оттоплатте, Хордберг (245 м), Хансберг (228 м), Хомберг, Нонненберг, Каленберг (247 м) и Ципперберг.